# Museo de Historia Natural (México)
El Museo de Historia Natural y Cultura Ambiental localizado de la segunda sección del Bosque de Chapultepec, es un museo emblemático de la Ciudad de México que custodia y exhibe una gran variedad de colecciones representativas de la biodiversidad de nuestro país y del planeta, vinculadas a la preservación de nuestros recursos naturales y a promover el conocimiento acerca del universo, la Tierra y la vida.
El museo custodia ejemplares de animales taxidermizados, fósiles, rocas, minerales, esculturas y modelos. Uno de sus piezas más emblemáticas, es la réplica del esqueleto de un dinosaurio del género Diplodocus que actualmente se exhibe en su sala dedicada a la Evolución de la Vida, siendo uno de los aproximadamente 2,775 ejemplares que la institución resguarda. 
Su peculiar arquitectura estuvo a cargo del arquitecto Leónides Guadarrama, mientras que el plan museográfico fue elaborado por especialistas de la Escuela Nacional de Ciencias Biológicas del Instituto Politécnico Nacional dirigidos por el Lic. Dionisio Peláez Fernández y por el Arq. Ernesto Valdés.
Cuenta con un área de 7,500 metros cuadrados de exhibición, distribuida en un conjunto arquitectónico que consta de diez amplias estructuras semiesféricas o bóvedas de colores, distribuidas en módulos, los cuales albergan diferentes tipos de colecciones según las siguientes áreas temáticas o salas:
Vestíbulo
Conjunto de Dos Bóvedas: Origen del Universo, Origen de la Tierra y Origen de la Vida.
Conjunto de Cuatro Bóvedas: Evolución de la Vida, Diversidad Biológica, México Megadiverso.
Conjunto de Tres Bóvedas: provisionalmente exposiciones temporales 
El museo cuenta además con dos espacios temáticos externos bajo su resguardo y localizados también dentro de la segunda sección del Bosque de Chapultepec, el primero es el Cárcamo de Dolores, una obra hidráulica dedicada a la recepción y distribución de agua dentro del sistema Lerma-Cutzamala en cuyo interior se encuentra el mural de Diego Rivera titulado “El agua, origen de la vida en la Tierra”; el segundo, el Centro de Cultura Ambiental Chapultepec (CCA), cuya función es mostrar la riqueza biocultural de México, así como los retos que enfrenta el país en materia ambiental. 
El Cárcamo de Dolores pasó a resguardo del MHNCA en 2010, y el CCA en 2024.

## Antecedentes históricos de los estudios y colecciones de historia natural en México
En 1571 comienzan a crearse las primeras colecciones naturistas de lo que a posteriori sería México, al mismo tiempo que los “cronistas de Indias” realizan expediciones por  fines científicos recolectando en el proceso fauna, flora y minerales por órdenes del rey Felipe II de España. Gracias a estos viajes, se recolectaron y describieron numerosas especies iniciándose con ello, la investigación biológica en América.
En 1790 en la calle de Plateros hoy Madero en el Centro Histórico de la Ciudad de México, abrió sus puertas el primer Gabinete de Historia Natural de la Nueva España, organizado por José Longinos Martínez (1756-1802). Éste tenía un fin didáctico y de entretenimiento, mostrando a sus visitantes colecciones debidamente rotuladas y presentadas en vitrinas. El gabinete tuvo una existencia breve, aunque algunos de sus especímenes fueron trasladados al Real Colegio de San Ildefonso en 1802 y en 1821 a la Real y Pontificia Universidad de México.
Después de la Independencia bajo el gobierno de Guadalupe Victoria, en 1825, se crea el primer museo del país, denominado Museo Nacional Mexicano que recuperó lo que quedaba del Gabinete de Historia Natural de 1790 y realizando esfuerzos para aumentar su propia colección. En 1865, bajo el gobierno del emperador Maximiliano de Habsburgo, se dividieron los acervos del Museo Nacional en tres secciones: Historia Natural, Arqueología e Historia.
A lo largo del S. XIX el Museo Nacional Mexicano fue un espacio en el que se buscó preservar, exhibir y estudiar piezas principalmente prehispánicas y naturales que dieran a la población una identidad como nación. Sin embargo durante el gobierno del presidente Porfirio Díaz, comenzó a dominar la vocación histórica del Museo, en detrimento de las colecciones naturales.
Ya iniciado el S. XX, en 1909, las colecciones de historia natural, se trasladan al nuevo Museo Nacional de Historia Natural localizado en el Palacio de Cristal, (hoy Museo del Chopo), el cual abrió sus puertas el 1 de diciembre de 1913. Dicho museo permaneció en funciones  hasta el año de 1964, cuando debido al abandono que había sufrido por décadas, cierra sus puertas. 
El 24 de octubre del mismo año, en la segunda sección del Bosque de Chapultepec y bajo la administración del Gobierno del Distrito Federal, el presidente Adolfo López Mateos inauguró el Museo de Historia Natural, siendo uno de los primeros conjuntos arquitectónicos construidos exprofeso para ese fin en el país. Desde 2008, el nombre de la institución, acorde a los tiempos que vivimos, se amplió a Museo de Historia Natural y Cultura Ambiental (MHNCA).

## El Diplodocus, ejemplar emblemático del MHNCA
A partir de 1931 y hasta 1963 en la nave central del entonces Museo Nacional de Historia Natural se encontraba una reproducción del Diplodocus carnegiei (el término en latín ha sido desde entonces corregido en Diplodocus carnegii), dinosaurio descubierto por William Reed en Wyoming, Utah, en 1899 y nombrado así en honor de Andrew Carnegie, promotor y patrocinador de numerosas excavaciones paleontológicas y proyectos científicos que se desarrollaron a inicios del siglo XX. Tras el hallazgo, los restos del dinosaurio fueron trasladados a Pittsburgh, Pensilvania, en donde el ejemplar fue reconstruido. Se mostró al público por primera vez en 1907, en la sala principal del Carnegie Museum of Natural History, lugar construido  ex profeso para su exhibición, ya que en ese momento no existía museo alguno que contara con una sala lo suficientemente amplia para su colocación.

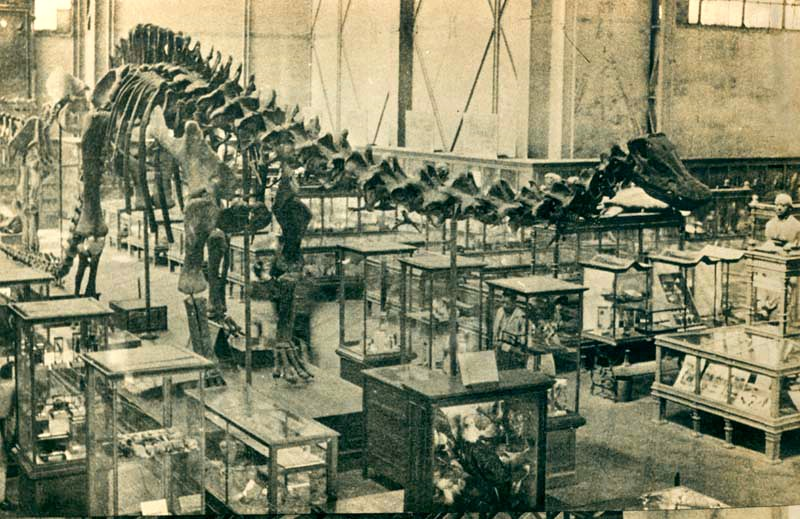
Diplodocus carnegii en el Museo Nacional de Historia Natural, México 1931

No sólo en Estados Unidos se exhibió la réplica del dinosaurio; Carnegie y, posteriormente a su muerte en 1919, su esposa, donaron más de diez réplicas a diferentes museos del mundo, como el Museo Británico de Historia Natural, el Museo Nacional de Historia Natural de Francia, el Museo de Historia Natural de Berlín, el Museo Nacional de Ciencias Naturales de España y otros museos situados en Italia, Austria, Rusia y Argentina. El entonces embajador de México en Estados Unidos, Manuel Téllez, inició gestiones a petición del profesor Alfonso L. Herrera para que el gobierno de México, a través de la Dirección de Estudios Biológicos de la cual dependía el Museo Nacional de Historia Natural, obtuviera una réplica. El proceso de donación ocurrió entre 1926-1931 y se encuentra documentado en la correspondencia intercambiada entre el Doctor Holland, director del Carnegie Museum y el profesor Alfonso Herrera.
El pretexto de la llegada de la réplica del Diplodocus a México sirvió para promover el proyecto de reubicación del Museo de Historia Natural de su ubicación en el barrio de Santa María de la Ribera al Bosque de Chapultepec, lo que no ocurrió sino hasta 1963.  El profesor Alfonso Herrera pensó que al tratarse de un réptil sería preferible colocar al ejemplar al borde del lago, ya que probablemente mientras vivió se alimentaba de plantas acuáticas suculentas y pasaba gran parte de su vida en el agua. Así que la petición inicial de la donación se centró en que la réplica fuera de bronce para que pudiera exhibirse a la intemperie; sin embargo el costo resultaba muy elevado y dicho material no se había utilizado en ninguna de las otras réplicas donadas, por lo que el Carnegie Museum decidió donar a México un ejemplar hecho a base de yeso, el cual medía 27 metros de largo por 4 metros de alto y se caracterizó porque la cola estaba plegada con la finalidad de que se ajustara al espacio destinado a él en el Museo Nacional de Historia Natural.
El 18 de octubre de 1929, el Doctor Holland informó al profesor Herrera que la réplica estaba lista para ser transportada a México. Para trasladarla, se logró un acuerdo entre American Railways y Ferrocarriles Nacionales de México, siguiendo la ruta Pittsburgh, Cincinnati, Nueva Orleans, Alice y Laredo en un embalaje de 36 cajas de madera que por ser un obsequio para el pueblo de México cruzó la frontera sin ningún cargo aduanal.  El 4 de noviembre de ese mismo año las piezas arribaron a la capital del país y se inició su ensamblaje en las instalaciones del Museo Nacional de Historia Natural, en ese entonces ubicado en lo que posteriormente se convertiría en el Museo Universitario del Chopo, bajo la supervisión de los Doctores Holland y Cuggeshall.
El Diplodocus carnegii estuvo en exposición en el Museo Nacional de Historia Natural de 1931 hasta 1963. Desde 1964, se encuentra  en el Museo de Historia Natural y Cultura Ambiental, ubicado en la segunda sección del Bosque de Chapultepec.